# Baluarte de San Salvador
Es un antiguo fuerte del siglo XVII  que se encuentra ubicado en la costa de Sanlúcar de Barrameda (provincia de Cádiz, Andalucía, España). Fue declarado Bien de Interés Cultural con la tipología jurídica de monumento el 25 de junio de 1985.

## Descripción
De esta fortaleza se conservan sus muros, restos de la entrada, las troneras y un par de garitas. Los muros estuvieron parcialmente ocultos, semienterrados por la arena hasta 1990, pero fueron liberados por diversas obras desde esa fecha. Es accesible desde la contigua playa de Bonanza o mediante un camino desde la cercana Barriada de Los Marineros. 
Fue uno de los fuertes que formaron la red de Fortificaciones de Sanlúcar de Barrameda, junto al Castillo de Santiago y del extinto Castillo del Espíritu Santo. Se sitúa en una playa de Sanlúcar de Barrameda y se construyó alrededor de 1626, por orden del rey Felipe IV con el objeto de proteger el puerto de Bonanza de la piratería; está enclavado entre Bajo de Guía y Bonanza, entre las dunas al borde de la playa y en la desembocadura del río Guadalquivir. 
Esta fortaleza está compuesta de un interior con cuerpo de guardia, repuesto y almacenes. Está construido en  piedra de sillería. Su  planta es cuadrangular y abaluartado, siendo de reducidas dimensiones, con terraplén y cañoneras. Debido a sus reducidas dimensiones, tan solo cabrían cuatro piezas de artillería, por lo cual resultó insuficiente para las funciones a las que estaba destinado, suponiendo esto motivo de su temprano abandono.
Fue construido en tiempos del VIII duque de Medina Sidonia, Manuel Alonso Pérez de Guzmán el Bueno, con diseño del arquitecto Jusseppe Gómez de Mendoza, maestro mayor de las fortificaciones de Cádiz, y estaba custodiado por un capitán —probablemente el capitán Francisco Corbalán— con un teniente, diez soldados y ocho artilleros a sus órdenes.
En 1645 pasó, junto a la ciudad de Sanlúcar de Barrameda, a manos de la corona española. 
Durante 1810 , en la Guerra de Independencia Española, sirvió como centro de mando de las tropas francesas que estaban al cargo de la defensa de la desembocadura del Río Guadalquivir.
Desde principios del Siglo XX se le empezó a conocer popularmente en Sanlúcar con el nombre de El Castillo de la Pantista, por ser ocupado para su residencia habitual , por una mujer anciana y su familia. Esta anciana iba ataviada con pañuelo y ropajes negros ; una apariencia que espantaba o causaba espanto , a los que paseaban por esta zona , de ahí el apodo.